# Icius
Icius Simon, 1876 è un genere di ragni appartenente alla Famiglia Salticidae.

## Distribuzione
Le 30 specie oggi note ne fanno un genere quasi cosmopolita: sono diffuse in Europa, Asia, Africa, America centrale e meridionale; una specie, I. pallidulus è endemica della Micronesia.
In Italia sono state reperite 3 specie di questo genere

## Tassonomia
Considerato un sinonimo anteriore di Pseudicius Simon, 1885, a seguito di uno studio di Andreeva, Heciak & Prószynski, del 1984; evidenze portate dall'aracnologo Maddison nel 1987 resero dubbia questa sinonimia e anche Prószynski finì per asserire al riguardo che si possono considerare due generi separati.
La specie tipo del genere è la Icius notabilis (C. L. Koch, 1846), oggi denominata I. hamatus (C. L. Koch, 1846) per non confonderla con la Icius notabilis Simon, 1871, che è un errore di identificazione di I. subinermis (Simon, 1937), come descritto in uno studio di Prószynski del 1983.
A dicembre 2010, si compone di 30 specie:
1. Icius abnormis Denis, 1958 — Afghanistan
2. Icius bilobus Yang & Tang, 1996 — Cina
3. Icius brunellii Caporiacco, 1940 — Etiopia
4. Icius cervinus Simon, 1878 — Russia
5. Icius congener Simon, 1871 — Mediterraneo occidentale (presente in Italia)
6. Icius crassipes (Simon, 1868) — Spagna, Algeria, Tunisia
7. Icius daisetsuzanus Saito, 1934 — Giappone
8. Icius dendryphantoides Strand, 1909 — Sudafrica
9. Icius desertorum Simon, 1901 — Sudafrica
10. Icius glaucochirus (Thorell, 1890) — Sumatra
11. Icius gyirongensis Hu, 2001 — Cina
12. Icius hamatus (C. L. Koch, 1846)[3] — Regione paleartica (presente in Italia)
13. Icius hongkong Song et al., 1997 — Hong Kong
14. Icius ildefonsus Chamberlin, 1924 — Messico
15. Icius inhonestus Keyserling, 1878 — Uruguay
16. Icius insolidus (Wesolowska, 1999) — Africa meridionale
17. Icius insolitus Alicata & Cantarella, 1994 — Spagna
18. Icius minimus Wesolowska & Tomasiewicz, 2008 — Etiopia
19. Icius nebulosus (Simon, 1868) — Mediterraneo occidentale
20. Icius nigricaudus Wesolowska & Haddad, 2009 — Sudafrica
21. Icius ocellatus Pavesi, 1883 — Africa orientale
22. Icius pallidulus Nakatsudi, 1943 — Micronesia
23. Icius peculiaris Wesolowska & Tomasiewicz, 2008 — Etiopia
24. Icius pseudocellatus Strand, 1907 — Sudafrica
25. Icius separatus Banks, 1903 — Hispaniola
26. Icius simoni Alicata & Cantarella, 1994 — Algeria
27. Icius steelae Logunov, 2004 — Sudan
28. Icius subinermis Simon, 1937 — Mediterraneo (presente in Italia), Germania
29. Icius testaceolineatus (Lucas, 1846) — Algeria
30. Icius yadongensis Hu, 2001 — Cina

### Specie trasferite
La variabilità dei caratteri di questi ragni e la loro multiforme diversità ha fatto sì finora che il genere conti ben 43 specie trasferite:
- Icius abnormis (Bösenberg & Strand, 1906); trasferita al genere Phintella
- Icius afghanicus Andreeva, Heciak & Prószynski, 1984; trasferita al genere Pseudicius
- Icius annectans Chamberlin, 1929; trasferita al genere Metaphidippus
- Icius castriesianus (Grube, 1861); trasferita al genere Phintella
- Icius cavaleriei (Schenkel, 1963); trasferita al genere Phintella
- Icius cinctipes Banks, 1900; trasferita al genere Attidops
- Icius cornutus Peckham & Peckham, 1885; trasferita al genere Padilla
- Icius davidi (Schenkel, 1963); trasferita al genere Phintella
- Icius decempunctatus Caporiacco, 1941; trasferita al genere Heliophanus
- Icius difficilis (Bösenberg & Strand, 1906); trasferita al genere Phintella
- Icius elongatus Karsch, 1879; trasferita al genere Mendoza
- Icius exornatus Peckham & Peckham, 1909; trasferita al genere Messua
- Icius flavipes Caporiacco, 1935; trasferita al genere Pseudicius
- Icius fontanus Levi, 1951; trasferita al genere Paradamoetas
- Icius formicarius Emerton, 1891; trasferita al genere Tutelina
- Icius fulgens (O. P.-Cambridge, 1872); trasferita al genere Heliophanillus
- Icius harti Emerton, 1891; trasferita al genere Tutelina
- Icius himeshimensis (Dönitz & Strand, 1906); trasferita al genere Hakka
- Icius icioides (Simon, 1889); trasferita al genere Pseudicius
- Icius kaszabi Zabka, 1985; trasferita al genere Pseudicius
- Icius koreanus (Wesolowska, 1981); trasferita al genere Hakka
- Icius linea (Karsch, 1879); trasferita al genere Phintella
- Icius lucipetus (Simon, 1890); trasferita al genere Heliophanillus
- Icius magister Karsch, 1879; trasferita al genere Mendoza
- Icius minimus Caporiacco, 1933; trasferita al genere Pellenes
- Icius munitus (Bösenberg & Strand, 1906); trasferita al genere Phintella
- Icius nepalicus Andreeva, Heciak & Prószyn'ski, 1984; trasferita al genere Pseudicius
- Icius originalis Zabka, 1985; trasferita al genere Pseudicius
- Icius parvus Wesolowska, 1981; trasferita al genere Phintella
- Icius pleuralis Banks, 1896; trasferita al genere Beata
- Icius popovi Prószyn'ski, 1979; trasferita al genere Phintella
- Icius pseudoicioides Caporiacco, 1935; trasferita al genere Pseudicius
- Icius pupus (Karsch, 1879); trasferita al genere Phintella
- Icius sexmaculatus Banks, 1895; trasferita al genere Ghelna
- Icius similis Banks, 1895; trasferita al genere Tutelina
- Icius spasskyi Andreeva, Heciak & Prószyn'ski, 1984; trasferita al genere Pseudicius
- Icius suedicola (Simon, 1901); trasferita al genere Heliophanillus
- Icius texanus Banks, 1904; trasferita al genere Metaphidippus
- Icius tokarensis Bohdanowicz & Prószyn'ski, 1987; trasferita al genere Pseudicius
- Icius tschekiangensis (Schenkel, 1963); trasferita al genere Phintella
- Icius versicolor Peckham & Peckham, 1909; trasferita al genere Terralonus
- Icius vulpes (Grube, 1861); trasferita al genere Pseudicius
- Icius wickhami Peckham & Peckham, 1894; trasferita al genere Beata

### Nomina dubia
- Icius boryi (Lucas, 1846); l'esemplare femminile, rinvenuto in Nordafrica da Lucas e originariamente ascritto al genere Salticus, a seguito di uno studio di Alicata & Cantarella del 1994 è da ritenersi Nomen dubium (da confrontare anche uno studio di Prószynski del 1987 al riguardo)[1].
- Icius discatus Karsch, 1891; un esemplare, reperito da Karsch nello Sri Lanka, a seguito di uno studio di Roewer del 1955 è da ritenersi nomen dubium[1].
- Icius erraticus (Lucas, 1846); un esemplare giovanile, rinvenuto in Nordafrica da Lucas e originariamente ascritto al genere Salticus e trasferito al genere Dendryphantes da Simon nel 1864, a seguito di uno studio di Alicata & Cantarella del 1994 è da ritenersi nomen dubium[1].
- Icius eximius Rainbow, 1899; un esemplare, reperito da Rainbow alle Isole Ebridi, a seguito di uno studio di Roewer del 1955 è da ritenersi nomen dubium[1].
- Icius guyoni (Lucas, 1846); l'esemplare giovanile, rinvenuto in Algeria da Lucas e originariamente ascritto al genere Salticus e trasferito qui da Simon, a seguito di uno studio di Alicata & Cantarella del 1994 è da ritenersi nomen dubium (da confrontare anche uno studio di Prószynski del 1987 al riguardo)[1].
- Icius lucasi (Simon, 1868); esemplari maschili e femminili, rinvenuti da Simon nel Mediterraneo, a seguito di uno studio di Alicata & Cantarella del 1994 sono da ritenersi nomina dubia[1].
- Icius miniamus Franganillo, 1910; un esemplare femminile, rinvenuto in Portogallo da Franganillo, a seguito di uno studio di Alicata & Cantarella del 1994 è da ritenersi nomen dubium[1].
- Icius niger Peelle & Saito, 1933; esemplari maschili e femminili, reperiti dai descrittori alle isole Curili, a seguito di uno studio di Marusik e altri del 1993 sono da ritenersi nomina dubia (da confrontare anche uno studio di Saito del 1959 al riguardo)[1].

### Nomina nuda
- Icius afolius Franganillo, 1925; esemplari rinvenuti da Franganillo in Spagna, a seguito di ricerche di Alicata & Cantarella nel 1994, sono da ritenersi nomina nuda[1].
- Icius foliosus Franganillo, 1920; esemplari rinvenuti da Franganillo in Spagna e Portogallo, a seguito di ricerche di Alicata & Cantarella nel 1994, sono da ritenersi nomina nuda[1].